# Francesca Tous Servera
Francesca "Xisca" Tous Servera (Artà, 30 de juny de 1992) és una triatleta mallorquina.
Va començar a competir amb set anys al Club Aigua Esport d'Artà i als quinze pogué accedir al Centre de Tecnificació Esportiva de les Illes Balears (CTEIB). El 2010, amb 18 anys, superà les proves estatals que li permeteren anar quatre dies al Centre de Tecnificació Esportiva de Madrid. Veient els seus resultats, allà l'animaren per a que participés en el Campionat d'Espanya de Triatló Junior, en el que va quedar en cinquena posició. Després d'això continuà competint pel seu club d'Artà i entrenant en triatló al CTEIB.
En la seva primera temporada es va fer amb el títol nacional júnior d'aquatló i amb un vuitè lloc en el mundial júnior de duatló. Això va atreure l'nterès de diversos clubs i la temporada següent va començar a competir amb els Diablillos de Rivas. Actualment el seu equip és el Club Triatlón Isbilya, de Sevilla.
Va competir per Espanya fins al 20 de febrer de 2022, i després d'un any de transició passà a competir per Turquia un cop obtinguda la doble nacionalitat.